# Кубок СССР по современному пятиборью 1986
Кубок СССР по современному пятиборью среди мужчин проводился в столице  Белорусская ССР Минске с 21 по 26 февраля 1986 года.
На турнире награды разыгрывались в личном и командном первенстве.

## Кубок СССР. Мужчины. Лично-командное первенство

### Итоговые результаты
- Личное первенство.

| Место | Спортсмен          | Город, спортивное общество | Сумма очков |
| ----- | ------------------ | -------------------------- | ----------- |
| 1.    | Вахтанг Ягорашвили | Тбилиси, Вооруженные Силы  | 5596        |
| 2.    | Сергей Государев   | Самара-Куйбышев, Урожай    | 5595        |
| 3.    | Евгений Зинковский | Уфа, Динамо                | 5586        |

- Командное первенство

| Место | Город                  | Спортсмен, спортивное общество                                                       | Сумма очков |
| ----- | ---------------------- | ------------------------------------------------------------------------------------ | ----------- |
| 1.    | Москва                 | Сергей Степин — Динамо Сандер Ильин — Вооруженные Силы Михаил Бондарев — Буревестник | 16 339      |
| 2.    | Киргизская ССР, Фрунзе | В. Колосов — Динамо А. Микрюков — Вооруженные Силы В. Косых — Алга                   | 15 619      |
| 3.    | Латвийская ССР, Рига   | С. Добротворский — Вооруженные Силы В. Викторов — Динамо Н. Айсбалтс — Даугава       | 15 557      |